# Spilomena tuberculata
Spilomena tuberculata (лат.) — вид песочных ос рода Spilomena из подсемейства Pemphredoninae (Crabronidae).  

## Распространение
Индия (Карнатака).

## Описание
Мелкие коренастые осы с сидячим брюшком (около 6 мм), основная окраска желтовато-коричневая и чёрная. От близких видов отличается следующими признаками: мезосома буровато-жёлтая с несколькими чёрными пятнами; относительная длина к ширине скапуса = 23:6; отношение длины к ширине стигмы = 56:17; проподеальный дозум морщинистый, задне-боковая поверхность с поперечными гребнями, сзади с продольным срединным валиком. Голова чёрная; жвалы (кроме коричневого верхушечного кончика), наличник, усики, переднеспинка, тегула и ноги бледно-желтые; мезоскутум, щиток, заднеспинка и метасома желтовато-коричневые; проподеум коричневый с желтыми пятнами по бокам; мезоплевры желтые; метаплеврон коричневый; жилки и стигма передних крыльев светло-коричневые. Затылочный киль отсутствует; переднее крыло с удлиненной маргинальной ячейкой, длиннее стигмы, на вершине замкнутая; присутствуют две закрытые субмаргинальные ячейки; есть одна возвратная жилка и две дискоидные ячейки; брюшко без петиоля; воротник переднеспинки с полным поперечным валиком. Усики самца 13-члениковые, самки — 12-члениковые. Нижнечелюстные щупики состоят из 6 члеников, а нижнегубные — из 4.
Предположительно, как и другие виды своего рода ловят мелких насекомых, а гнёзда располагаются в готовых полостях древесины (ходах ксилофагов, в ветвях).
Вид был впервые описан в 2021 году в ходе ревизии, проведённой индийскими гименоптерологами Tessy Rajan, Girish P. Kumar, P. M. Sureshan и C. Binoy (Zoological Survey of India, Eranhipalam, Кожикоде, Керала, Индия).